# WSE Cup 2024-2025
Navigation
WSE Cup 2023-2024 WSE Cup 2025-2026
La WSE Cup 2024-2025 est la 45e édition de la seconde plus importante compétition de clubs européens de rink hockey organisée par la World Skate Europe.
Le club espagnol de Igualada HC remet son titre en jeu.

## Format
Le format de cette compétition est modifié à partir de cette saison:
- Huitièmes de finale : 8 matchs en aller-retour
- Quarts de finale : 4 matchs en aller-retour
- Phase finale à 4 clubs

|                                  | Équipes qualifiées auparavant         | Équipes entrant en lice |
| -------------------------------- | ------------------------------------- | ----------------------- |
| Huitièmes de finale (16 équipes) | -                                     | - 16 équipes            |
| Quarts de finale (8 équipes)     | - 8 qualifiés des Huitièmes de finale | -                       |
| Phase finale (4 équipes)         | - 4 qualifiés des quarts de finale    | -                       |

## Participants
Un total de 16 clubs participent à la compétition :
```
- 8 clubs qualifiés directement
- 8 clubs sortis de la ligue des champions
```

| Espagne                                                                    | Portugal                           | Italie              | France              | Suisse              | Allemagne           | Angleterre          |
| Huitièmes de finale                                                        | Huitièmes de finale                | Huitièmes de finale | Huitièmes de finale | Huitièmes de finale | Huitièmes de finale | Huitièmes de finale |
| -------------------------------------------------------------------------- | ---------------------------------- | ------------------- | ------------------- | ------------------- | ------------------- | ------------------- |
| Igualada HC HC Sant Just CE Lleida HC Caldes                               | HC Braga Juventude Pacense         | HC Valdagno         |                     | RSC Uttigen         |                     |                     |
| Clubs classés 2e et 3e de la phase de qualification en Ligue des champions |                                    |                     |                     |                     |                     |                     |
| CP Voltregà CP Calafell                                                    | Sporting CP Riba d'Ave HC SC Tomar | Hockey Sarzana      | LV La Roche-sur-Yon |                     | SKG Herringen       |                     |

## Phase éliminatoire

### Huitièmes de finale
Le tirage au sort a lieu le 8 aout 2024. Les matchs aller se déroulent le 30 novembre, et les matchs retour le 14 décembre.
Les huit clubs qualifiés directement, rejoints par les huit clubs classés 2e et 3e de la phase de qualification en Ligue des champions participent aux Huitièmes de finale. 
| Équipe 1          | Score  | Équipe 2            | Aller | Retour | N°  |
| ----------------- | ------ | ------------------- | ----- | ------ | --- |
| Juventude Pacense | 5 - 6  | SC Tomar            | 5 - 4 | 0 - 2  | HF1 |
| RSC Uttigen       | 4 - 9  | Hockey Sarzana      | 3 - 4 | 1 - 5  | HF2 |
| HC Sant Just      | 2 - 5  | CP Voltregà         | 1 - 2 | 1 - 3  | HF3 |
| Igualada HC       | 7 - 2  | CP Calafell         | 3 - 1 | 4 - 1  | HF4 |
| HC Valdagno       | 7 - 10 | LV La Roche-sur-Yon | 2 - 2 | 5 - 8  | HF5 |
| CE Lleida         | 18 - 5 | SKG Herringen       | 9 - 2 | 9 - 3  | HF6 |
| HC Braga          | 6 - 10 | Sporting CP         | 4 - 4 | 2 - 6  | HF7 |
| HC Caldes         | 6 - 9  | Riba d'Ave HC       | 5 - 3 | 1 - 6  | HF8 |

### Quarts de finale
Les vainqueurs sont qualifiés pour la finale à quatre qui se déroule chez l'un des vainqueurs. 
 Les matchs aller se déroulent le 8 février, et les matchs retour le 1er mars.
| Équipe 1            | Score                | Équipe 2      | Aller | Retour      | N°  |
| ------------------- | -------------------- | ------------- | ----- | ----------- | --- |
| LV La Roche-sur-Yon | 3 - 14               | CE Lleida     | 3 - 8 | 0 - 6       | QF1 |
| Sporting CP         | 5 - 5 1 - 2 t. a. b. | Igualada HC   | 3 - 2 | 2 - 3 a. p. | QF2 |
| Hockey Sarzana      | 7 - 9                | Riba d'Ave HC | 4 - 5 | 3 - 4       | QF3 |
| CP Voltregà         | 5 - 6                | SC Tomar      | 4 - 3 | 1 - 3 a. p. | QF4 |

## Phase finale
La Phase finale (Final Four) se déroule au Poliesportiu Les Comes à Igualada. Les rencontres ont lieu du 29 mars au 30 mars:
|  | Demi-finales  | Demi-finales  | Demi-finales | Demi-finales |             |             | Finale       | Finale       | Finale       | Finale       |
|  |               |               |              |              |             |             |              |              |              |              |
|  | 29 mars 2025  | 29 mars 2025  | 29 mars 2025 | 29 mars 2025 |             |             | 30 mars 2025 | 30 mars 2025 | 30 mars 2025 | 30 mars 2025 |
|  | Igualada HC   | Igualada HC   | 4            | 4            |             |             | 30 mars 2025 | 30 mars 2025 | 30 mars 2025 | 30 mars 2025 |
|  | Igualada HC   | Igualada HC   | 4            | 4            |             |             | 30 mars 2025 | 30 mars 2025 | 30 mars 2025 | 30 mars 2025 |
|  | CE Lleida     | CE Lleida     | 3            | 3            |             |             | 30 mars 2025 | 30 mars 2025 | 30 mars 2025 | 30 mars 2025 |
|  | CE Lleida     | CE Lleida     | 3            | 3            | Igualada HC | Igualada HC | 2            | 2            |              |              |
|  | 29 mars 2025  |               |              |              | Igualada HC | Igualada HC | 2            | 2            |              |              |
|  |               |               | SC Tomar     | SC Tomar     | 0           | 0           |              |              |              |              |
|  | Riba d'Ave HC | Riba d'Ave HC | SC Tomar     | SC Tomar     | 0           | 0           | 1            | 1            |              |              |
|  | Riba d'Ave HC | Riba d'Ave HC |              |              |             |             |              | 1            |              |              |
|  | SC Tomar      | SC Tomar      | 5            | 5            |             |             |              |              |              |              |
|  | SC Tomar      | SC Tomar      | 5            | 5            |             |             |              |              |              |              |

### Demi-finale
| 29 mars 2025 | Igualada HC | 4 - 3 | CE Lleida | Poliesportiu Les Comes |  |
|              |             |       |           |                        |  |
|              | Rapport     |       |           |                        |  |

| 29 mars 2025 | Riba d'Ave HC | 1 - 5 | SC Tomar | Poliesportiu Les Comes |  |
|              |               |       |          |                        |  |
|              | Rapport       |       |          |                        |  |

### Finale
| 30 mars 2025 | Igualada HC | 2 - 0 | SC Tomar | Poliesportiu Les Comes |
|              | Marc Carol  |       |          |                        |
|              | Rapport     |       |          |                        |